# بادکنک

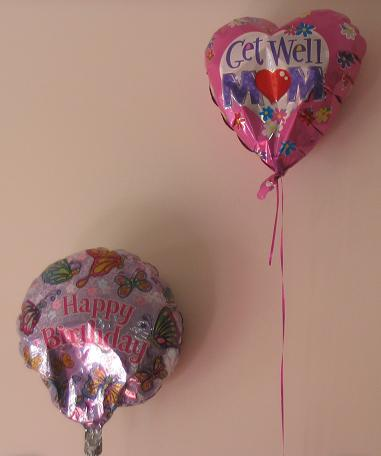
بادکنک میلاری(جنس)

بادکنک کیسه‌ای است کِشسان که با گونه‌های مختلفی از گازمانند هلیوم به همراه چسب هایفلوت x جهت دوام بیشتر، هیدروژن، نیتروژن، نیترو اکسید یا هوا  پُر می‌شود. نخستین بادکنک‌ها از مثانهٔ خشک‌شدهٔ حیوانات بوده‌اند. بادکنک‌های نوین را می‌توان از موادی چون رزین، لاستیک، پلیکلروپرین یا نایلون ساخت. برخی بادکنک‌ها کاملاً تزئینی هستند، در حالی که برخی برای کاربردهای ویژه چون هواشناسی، درمان، نظامی، یا ترابری به‌کار می‌روند. ویژگی‌های بادکنک، شامل چگالی کم و بهای کم، سبب کاربردهای گستردهٔ آن شده‌است.

## پیشینه
پیش از ورود بادکنک مصنوعی، از بادکنک‌های طبیعی استفاده می‌شد. فرهنگ دهخدا در این باره می‌نویسد: «مثانه گوسفند و گاو و مانند آن که بمالند تا نازک شود و باد در آن دمند و سر آن محکم کنند بازیچه کودکان را». این گونه بادکنک‌ها حتی در اروپا نیز کاربرد داشته‌است.
نخستین بادکنک نوین، بدست یک کشیش زادهٔ اهل برزیل پرتغالی، به نام بارتولومو دگوسماو (Bartolomeu de Gusmão) اختراع شد و نخستین نمایشگاه عمومی در دادگاه پرتغالی، در تالار کاسادا ایندیا(Casa da India) در لیسبون و در ۸ اوت سال ۱۷۰۹ بود. بادکنک رزینی بدست مایکل فارادی در سال ۱۸۲۴ اختراع شد. این بادکنک با هیدروژن باد شده بود و در آزمایش‌های او با این عنصر به کار می‌رفت. شبیه‌ترین بادکنک‌ها به بادکنک‌های امروزی در لندن و در سال ۱۸۴۷ بدست ج.گ. اینگرام(J.G. Ingram) ساخته شد ولی فرآوری انبوه آن تا سال ۱۹۳۰ به تعویق افتاد.

## گونه‌ها
بادکنک ها امروز دارای تنوعی بیش از گذشته هستند، متفاوت بودن ماده اولیه تشکیل دهنده بادکنک و اشکال گوناگون بادکنک ها عامل های اصلی تنوع هستند.
بادکنک ها از لحاظ ماده اولیه عمدتا از جنس لاتکس که از صمغ درخت کائوچو به دست می آید و فویل های زر ورقی ساخته می شوند. در بازار نیز بادکنک هارا بر اساس این دو ماده اولیه با نام های بادکنک لاتکسی و بادکنک فویلی فویلی می نامند.

### بادکنک های لاتکسی
همان‌طور که پیشتر اشاره کردیم بادکنک های لاتکسی از جنس لاتکس که خود از صمغ درخت کائوچو به دست می آید ساخته می شود. بادکنک های از جنس لاتکس شناخته شده ترین و پرفروش ترین نوع بادکنک ها هستند. این بادکنک ها از لحاظ شکل و ظاهر دارای دسته بندی های گوناگونی نظیر گرد یا گلابی شکل( در سایز ها مختلف)، ماری یا میله ای، قلب، کروی ، دونات، گل و ... هستند.
شناخته شده ترین نوع بادکنک های لاتکس، سایز 12 اینچی این بادکنک های گرد یا گلابی شکل است.

### بادکنک های فویلی
دسته دیگر بادکنک ها، باکنک های فویلی هستند که از فویل یا زرورق ساخته می شوند.بادکنک های حروف و اعداد از جنس بادکنک های فویلی هستند.
برخلاف بادکنک های لاتکس که تعداد محدودی از اشکل را بوسیله آن می توان ایجاد نمود بادکنک های فویلی امکان به‌وجود آوردن اشکال متفاوت و طرح های اختصاصی نظیر حلقه ازدواج، لوگو شرکت ها و ... را فراهم آورده است.
بسته به نوع و کیفت ساخت بادکنک های فویلی قابلیت شناور شدن با گازهای سبک تر از هوا در این بادکنک ها وجود دارد.